# Giải Goya cho nữ diễn viên phụ xuất sắc nhất
Giải Goya cho nữ diễn viên phụ xuất sắc nhất (tiếng Tây Ban Nha: Premio Goya a la mejor interpretación femenina de reparto) là một trong các giải Goya dành cho nữ diễn viên đóng vai phụ trong một phim, được bầu chọn là xuất sắc nhất. Giải này được lập từ năm 1986.

## Các diễn viên đoạt giải & được đề cử

### Thập niên 1980
| Năm  | Diễn viên         | Tên phim tiếng Anh                        | Tên gốc                                  |
| ---- | ----------------- | ----------------------------------------- | ---------------------------------------- |
| 1986 | Verónica Forqué   | The Year of the Awakening                 | El año de las luces                      |
| 1986 | Chus Lampreave    | The Year of the Awakening                 | El año de las luces                      |
| 1986 | María Luisa Ponte | The Bastard Brother of God                | El hermano bastardo de Dios              |
| 1987 | Verónica Forqué   | Moors and Christians                      | Moros y cristianos                       |
| 1987 | Marisa Paredes    | Silver-Beet Face                          | Cara de acelga                           |
| 1987 | Terele Pávez      | Laura                                     | Laura, del cielo llega la noche          |
| 1988 | María Barranco    | Women on the Verge of a Nervous Breakdown | Mujeres al borde de un ataque de nervios |
| 1988 | Laura Cepeda      | Bâton rouge                               | Bâton rouge                              |
| 1988 | Chus Lampreave    | Wait for Me in Heaven                     | Espérame en el cielo                     |
| 1988 | Terele Pávez      | Winter Diary                              | Diario de invierno                       |
| 1988 | Julieta Serrano   | Women on the Verge of a Nervous Breakdown | Mujeres al borde de un ataque de nervios |
| 1989 | María Asquerino   | The Sea and the Weather                   | El mar y el tiempo                       |
| 1989 | María Barranco    | The Things of Love                        | Las cosas del querer                     |
| 1989 | Chus Lampreave    | Going South Shopping                      | Bajarse al moro                          |
| 1989 | Amparo Rivelles   | Esquilache                                | Esquilache                               |
| 1989 | Concha Velasco    | Esquilache                                | Esquilache                               |

### Thập niên 1990
| Năm  | Diễn viên           | Tên phim tiếng Anh                           | Tên gốc                                            |
| ---- | ------------------- | -------------------------------------------- | -------------------------------------------------- |
| 1990 | María Barranco      | The Ages of Lulu                             | Las edades de Lulú                                 |
| 1990 | Rosario Flores      | Against the Wind                             | Contra el viento                                   |
| 1990 | Loles León          | Tie Me Up! Tie Me Down!                      | ¡Átame!                                            |
| 1991 | Kiti Manver         | Anything for Bread                           | Todo por la pasta                                  |
| 1991 | María Barranco      | The Dumbfounded King                         | El rey pasmado                                     |
| 1991 | Cristina Marcos     | High Heels                                   | Tacones lejanos                                    |
| 1992 | Chus Lampreave      | The Age of Beauty                            | Belle époque                                       |
| 1992 | Mary Carmen Ramírez | The Age of Beauty                            | Belle époque                                       |
| 1992 | Pastora Vega        | Too Much Heart                               | Demasiado corazón                                  |
| 1993 | Rosa María Sardà    | Why Do They Call It Love When They Mean Sex? | ¿Por qué lo llaman amor cuando quieren decir sexo? |
| 1993 | María Barranco      | The Red Squirrel                             | La ardilla roja                                    |
| 1993 | Rossy de Palma      | Kika                                         | Kika                                               |
| 1994 | María Luisa Ponte   | Cradle Song                                  | La canción de cuna                                 |
| 1994 | Candela Peña        | Running Out of Time                          | Días contados                                      |
| 1994 | Silvia Munt         | Turkish Passion                              | La pasión turca'                                   |
| 1995 | Pilar Bardem        | Nobody Will Speak of Us When We're Dead      | Nadie hablará de nosotras cuando hayamos muerto    |
| 1995 | Chus Lampreave      | The Flower of My Secret                      | La flor de mi secreto                              |
| 1995 | Rossy de Palma      | The Flower of My Secret                      | La flor de mi secreto                              |
| 1996 | Mary Carrillo       | Beyond the Garden                            | Más allá del jardín                                |
| 1996 | Maribel Verdú       | La celestina                                 | La celestina                                       |
| 1996 | Loles León          | Freedomfighters                              | Libertarias                                        |
| 1997 | Charo López         | Secrets of the Heart                         | Secretos del corazón                               |
| 1997 | Ángela Molina       | Live Flesh                                   | Carne trémula                                      |
| 1997 | Vicky Peña          | Secrets of the Heart                         | Secretos del corazón                               |
| 1998 | Adriana Ozores      | A Time for Defiance                          | La hora de los valientes                           |
| 1998 | Alicia Sánchez      | Barrio                                       | Barrio                                             |
| 1998 | Loles León          | The Girl of Your Dreams                      | La niña de tus ojos                                |
| 1998 | Rosa María Sardà    | The Girl of Your Dreams                      | La niña de tus ojos                                |
| 1999 | María Galiana       | Alone                                        | Solas                                              |
| 1999 | Adriana Ozores      | By My Side Again                             | Cuando vuelvas a mi lado                           |
| 1999 | Julieta Serrano     | By My Side Again                             | Cuando vuelvas a mi lado                           |
| 1999 | Candela Peña        | All About My Mother                          | Todo sobre mi madre                                |

### Thập niên 2000
| Năm  | Diễn viên                       | Tên phim tiếng Anh                   | Tên gốc                          |
| ---- | ------------------------------- | ------------------------------------ | -------------------------------- |
| 2000 | Julia Gutiérrez Caba            | You're the One                       | Una historia de entonces         |
| 2000 | Chusa Barbero                   | Kisses for Everyone                  | Besos para todos                 |
| 2000 | Terele Pávez                    | Common Wealth                        | La comunidad                     |
| 2000 | Ana Fernández                   | You're the One                       | Una historia de entonces         |
| 2001 | Rosa María Sardà                | No Shame                             | Sin vergüenza                    |
| 2001 | Elena Anaya                     | Sex and Lucia                        | Lucía y el sexo                  |
| 2001 | Najwa Nimri                     | Sex and Lucia                        | Lucía y el sexo                  |
| 2001 | Rosana Pastor                   | Mad Love                             | Juana la Loca                    |
| 2002 | Mercedes Sampietro              | Common Places                        | Lugares comunes                  |
| 2002 | Ana Fernández                   | Story of a Kiss                      | Historia de un beso              |
| 2002 | Adriana Ozores                  | Nobody's Life                        | La vida de nadie                 |
| 2002 | Leonor Watling                  | My Mother Likes Women                | A mi madre le gustan las mujeres |
| 2003 | Candela Peña                    | Take My Eyes                         | Te doy mis ojos                  |
| 2003 | María Botto                     | Soldiers of Salamina                 | Soldados de Salamina             |
| 2003 | Mónica López                    | In the City                          | En la ciudad                     |
| 2003 | María Pujalte                   | The Carpenter's Pencil               | El lápiz del carpintero          |
| 2004 | Mabel Rivera                    | The Sea Inside                       | Mar adentro                      |
| 2004 | Silvia Abascal                  | The Wolf                             | El lobo                          |
| 2004 | Victoria Abril                  | The 7th Day                          | El 7° día                        |
| 2004 | Mercedes Sampietro              | Unconscious                          | Inconscientes                    |
| 2005 | Elvira Mínguez                  | Tapas                                | Tapas                            |
| 2005 | Marta Etura                     | Para que no me olvides               | Para que no me olvides           |
| 2005 | Pilar López de Ayala            | Obaba                                | Obaba                            |
| 2005 | Verónica Sánchez                | Camarón: When Flamenco Became Legend | Camarón                          |
| 2006 | Carmen Maura                    | To Return                            | Volver                           |
| 2006 | Ariadna Gil                     | Alatriste                            | Alatriste                        |
| 2006 | Lola Dueñas                     | To Return                            | Volver                           |
| 2006 | Blanca Portillo                 | To Return                            | Volver                           |
| 2007 | Amparo Baró                     | Seven Billiard Tables                | Siete mesas de billar francés    |
| 2007 | Geraldine Chaplin               | The Orphanage                        | El orfanato                      |
| 2007 | Nuria González                  | Mataharis                            | Mataharis                        |
| 2007 | María Vázquez                   | Mataharis                            | Mataharis                        |
| 2008 | Penélope Cruz (đoạt giải Oscar) | Vicky Cristina Barcelona             | Vicky Cristina Barcelona         |
| 2008 | Elvira Mínguez                  | Cowards                              | Cobardes                         |
| 2008 | Rosana Pastor                   | The El Escorial Conspiracy           | La conjura de El Escorial        |
| 2008 | Tina Sainz                      | Sangre de mayo                       | Sangre de mayo                   |
| 2009 | Marta Etura                     | Cell 211                             | Celda 211                        |
| 2009 | Pilar Castro                    | _                                    | Gordos                           |
| 2009 | Verónica Sánchez                | _                                    | Gordos                           |
| 2009 | Vicky Peña                      | _                                    | El cónsul de Sodoma              |

### Thập niên 2010
| Năm  | Đề cử và Đoạt giải   | Tên tiếng Anh          | Tên gốc                   |
| ---- | -------------------- | ---------------------- | ------------------------- |
| 2010 | Laia Marull          | Black Bread            | Pa negre                  |
| 2010 | Ana Wagener          | Biutiful               | Biutiful                  |
| 2010 | Pilar López de Ayala | Lope                   | Lope                      |
| 2010 | Terele Pávez         | The Last Circus        | Balada triste de trompeta |
| 2011 | Ana Wagener          | La voz dormida         | La voz dormida            |
| 2011 | Pilar López de Ayala | Intruders              | Intruders                 |
| 2011 | Goya Toledo          | Maktub                 | Maktub                    |
| 2011 | Maribel Verdú        | De tu ventana a la mía | De tu ventana a la mía    |